# Луї Єльмслев
Луї Тролле Єльмслев (дан. Louis Trolle Hjelmslev, 3 жовтня 1899 — 30 травня 1965) — данський мовознавець. Автор глоссематики — оригінальної структуралістської теорії мови, що має значну математичну складову (мова розглядається як окремий випадок семіотичних систем, як структура, яку можна строго формалізувати в дусі вимог математики, логіки й семіотики).

## Біографія
Народився в Копенгагені в родині математика Йоганна Ельмслева (Johannes Hjelmslev, 1873-1950). Навчався в Копенгагенському університеті, пізніше в Оргузькому університеті. 1919 року одержав золоту медаль за есе про оскські написи. Захистив дисертацію в Гольґера Педерсена.  Спеціалізувався на вивченні литовської мови, яку опанував у 1921 році в Литві. Викладав у Копенгагенському університеті. У 1931 році разом з Віго Брендалем став одним із засновників Копенгагенського лінгвістичного гуртка, протягом багатьох років був головою цього товариства.
Помер в Ордрупі (зараз передмістя Копенгагена). Похований на місцевому кладовищі.

## Основні публікації
Автор
- Principes de grammaire générale. Høst, København 1928.
- An outline of glossematics. Levin og Munksgaard, København 1936.
- Mélanges linguistiques offerts à M. Holger Pedersen à l'occasion de son soixante-dixième anniversaire 7 avril 1937. Universitetsforlag., Aarhus 1937.
- Omkring sprogteoriens grundlaeggelse. København, 1943.
  - Англійське видання: Prolegomena to a Theory of Language. University of Wisconsin, Madison 1969.
  - Німецьке видання: Prolegomena zu einer Sprachtheorie. Hueber, München 1974.
- Sur l'indépendance de l'épithète. Munksgaard, København 1956.
- Sproget. En introduktion. Berlingske, København, 1963.
  - Deutsche Ausgabe: Die Sprache. Eine Einführung. Aus dem Dänischen übersetzt von Otmar Werner. Wissenschaftliche Buchgesellschaft, Darmstadt 1968.
- La catégorie des cas: étude de grammaire générale. Fink, München 1972.
- Aufsätze zur Sprachwissenschaft. Klett, Stuttgart 1974 ISBN 3-12-923550-7
- Résumé of a theory of language. Nordisk Sprog- og Kulturforlag, København 1975.

Видавець
- Breve fra og til Rasmus Rask. Im Auftrag des Rask-Örsted Fond. Munksgaard, København 1941.